# Parisot, Tarn

Parisot este o comună în departamentul Tarn din sudul Franței. În 2009 avea o populație de 849 de locuitori.

## Evoluția populației
| An        | 1975 | 1982 | 1990 | 1999 | 2006 | 2009 |
| --------- | ---- | ---- | ---- | ---- | ---- | ---- |
| Populație | 502  | 522  | 508  | 562  | 706  | 849  |